# Indicatif régional 780

L'indicatif régional 780 est un indicatif téléphonique régional couvrant le nord de la province de l'Alberta, au Canada (incluant la région d'Edmonton).
L'indicatif régional 780 fait partie du Plan de numérotation nord-américain.
L'entreprise de services locaux titulaire pour l'indicatif 780 est Telus.

## Historique
L'indicatif 780 a été créé lors de la scission de l'indicatif 403 en 1999.
Avant 1999, l'indicatif 403 desservait toute la province de l'Alberta, le Yukon et la partie ouest des Territoires du Nord-Ouest, couvrant plus du neuvième de la circonférence de la Terre du 49e parallèle ou Pôle Nord. En 1997, les Territoires du Nord-Ouest ont reçu leur propre indicatif, l'indicatif 867. En 1999, l'indicatif 403 a été scindé de nouveau : le sud de la province a conservé l'indicatif 403 alors que le nord a reçu l'indicatif 780.
La signalisation à 10 chiffres a été introduite de façon optionnelle le 23 juin 2008 dans toute la province de l'Alberta et est devenue obligatoire le 12 septembre 2208. La signalisation à 10 chiffres a été introduite pour permettre l'ajout de nouveaux indicatifs régionaux par chevauchement dans la province.
Le 20 septembre 2008, l'indicatif 587 a été introduit par chevauchement sur les indicatifs 403 et 780. À cette date, Telus Mobility a commencé à assigner des numéros de l'indicatif 587 à de nouveaux clients dans les régions de Calgary et Edmonton.
L'indicatif 825 a été réservé pour pallier l'épuisement des numéros de téléphone dans les indicatifs 403 et 780.

## Principales villes et indicatifs de central correspondants
- Edmonton (780)-200 203 217 218 220 221 222 224 229 231 232 233 235 236 237 238 239 240 242 243 244 245 246 248 250 257 263 264 265 266 267 270 271 278 288 289 292 293 297 298 299 318 328 340 341 342 371 377 378 391 392 394 395 399 401 405 406 407 408 409 412 413 414 415 420 421 422 423 424 425 426 427 428 429 430 431 432 433 434 435 436 437 438 439 440 441 442 443 444 445 446 447 448 450 451 452 453 454 455 456 457 461 462 463 465 466 468 469 471 472 473 474 475 476 477 478 479 480 481 482 483 484 485 486 487 488 489 490 491 492 493 495 496 497 498 499 500 503 504 508 509 530 540 554 566 577 604 613 616 619 628 633 634 637 638 641 642 643 644 652 660 664 665 666 667 668 669 670 680 686 690 691 695 699 700 701 702 705 707 708 709 710 716 717 718 719 720 721 722 729 732 733 735 752 756 757 758 760 761 777 782 784 800 801 802 803 807 809 818 819 822 850 860 862 863 868 884 885 886 887 893 901 902 903 904 905 906 907 908 909 910 913 914 915 916 917 918 919 920 930 932 934 935 937 938 940 944 945 951 952 953 964 965 966 969 970 974 975 977 982 983 984 988 989 990 991 993 994 995 996 999

- Barrhead (780)-282 284 294 305 674

- Bonnyville (780)-201 207 343 545 573 687 812 813 815 826

- Camrose (780)-226 281 563 608 672 673 678 679 781

- Cold Lake (780)-594 639 654 840

- Drayton Valley (780)-202 234 241 514 515 542 621 898

- Donnelly (780)-925

- Edson (780)-225 280 517 556 600 712 723 725 728

- Falher (780)-837

- Fort McMurray (780)-215 370 381 531 588 598 607 713 714 715 734 742 743 747 748 749 750 762 788 790 791 792 793 799 804 838 880 881 972

- Fort Saskatchewan (780)-589 912 936 992 997 998

- Fox Creek (780)-622

- Grande Cache (780)-320 501 783 827

- Grande Prairie (780)-228 230 296 357 380 402 505 512 513 518 532 533 538 539 605 653 814 830 831 832 833 876 882 897 933 978

- High Level (780)-247 285 502 730 821 841 926

- High Prairie (780)-291 316 507 523 536

- Hinton (780)-223 315 740 816 817 865

- Jasper (780)-317 820 852 883 931

- Leduc (780)-599 612 739 769 980 986

- Lloydminster (780)-205 214 522 677 808 861 870 871 872 874 875

- McLennan (780)-324

- Paddle Prairie (780)-981

- Peace River (780)-219 274 527 561 617 618 624 625 859

- Seba Beach (780)-797

- Sherwood Park (780)-400 410 416 417 449 464 467 570 601 630 640

- Silver Valley (780)-351

- Slave Lake (780)-260 516 529 805 843 849
- Smoky Lake (780)

- Spruce Grove (780)-571 946 948 960 962

- St. Albert (780)-347 418 419 458 459 460 470 544 569 590 602 651 671

- Stony Plain (780)-569 591 823 963 968

- Valleyview (780)-255 300 301 524 552 558

- Vegreville (780)-208 275 543 603 606 631 632

- Vermilion (780)-581, 853

- Wainwright (780)-703 842 261 845

- Westlock (780)-206 283 287 307 562

- Wetaskiwin (780)-312 335 352 360 361 362 364 368 839

- Whitecourt (780)-262 268 286 396 706 746 778 779